# Božidar Jović
Božidar Jović, född den 13 februari 1972 i Banja Luka, Bosnien och Hercegovina, är en kroatisk handbollsspelare.
Han tog OS-guld i herrarnas turnering i samband med de olympiska handbollstävlingarna 1996 i Atlanta.